# Tetrastigma tavoyanum
Tetrastigma tavoyanum är en vinväxtart som beskrevs av François Gagnepain. Tetrastigma tavoyanum ingår i släktet Tetrastigma och familjen vinväxter. Inga underarter finns listade i Catalogue of Life.